# 3297 Hong Kong
3297 Hong Kong (1978 WN14) là một tiểu hành tinh vành đai chính được phát hiện ngày 26 tháng 11 năm 1978 bởi Đài thiên văn Tử Kim Sơn.